# Gora Tri Vershiny
Gora Tri Vershiny (englische Transkription von russisch Гора Три Вершины Gora Tri Werschiny, deutsch ‚Drei-Ecken-Berg‘) ist ein Nunatak in den Prince Charles Mountains des ostantarktischen Mac-Robertson-Lands. Er ragt im Clemence-Massiv an der Ostseite des Lambertgletschers auf.
Russische Wissenschaftler benannten ihn.